# Наим Фрашъри
Наим Фрашъри или Фрашери (на албански: Naim Frashëri) е албански поет и писател, една от основните фигури на албанското национално възраждане през 19 век, заедно с братята си Сами и Абдул Фрашъри, смятан за национален поет в Албания.

## Биография
Наим Фрашъри е роден на 25 май 1846 година в албано-влашкото село Фрашър, тогава в Османската империя. Баща му е разорен бей от Фрашър, близък до ордена Бекташи. Наим следва в гръцката гимназия в Янина. Заради връзките на баща си Наим става османски представител последователно в Саранда, Берат и Янина. През 1882 година Наим Фрашъри се премества в Цариград, където работи в османското министерство на културата. Докато работи там активно участва в Албанското национално възраждане, като подписва трудовете си с инициали от страх да не бъде разкрит от османските власти.
Наим Фрашъри има 22 сериозни творби: четири на турски език, една на персийски, две на гръцки и петнадесет на албански. Ранните му патриотични стихотворения са силно повлияни от персийската и френската литература. Също превежда няколко басни на Жан дьо Лафонтен и Омировата „Илиада“. Пише статии по дидактика и върху исляма. Сред собствените му творби са „Стада и ниви“ и „Историята на Скендербег“. Неговите творби оказват силно влияние върху сетнешната албанска литература. Част от трудовете му са издадени в Букурещ, а друга в София в печатница „Напредък“.
Наим Фрашъри умира в Цариград на 20 октомври 1900 година.
Негов племенник е Али Сами Йен. На името на Наим Фрашъри в Албания е основан орден за заслуги, получател на който е и Майка Тереза. В Тирана има издателство на негово име. Фрашъри е изобразен и на банкнотата от 500 албански лека между 1992 и 1996 година. Негова восъчна фигура е поставана в Музея на македонската борба в Скопие.

## Трудове
- Kavaidi Farisiyye ber tarzi nevin (Граматика на персийския език според новата метода), Истанбул, 1871.
- Ihtiraat ve kessfiyyat (Изобретения и открития), Истанбул, 1881.
- Fusuli erbea (Четири сезона), Истанбул, 1884.
- Tahayyülat (Мечти), Истанбул, 1884.
- Bagëti e Bujqësi (Стада и ниви), Букурещ, 1886.
- E këndimit çunavet (Четене за момчета), Букурещ, 1886.
- Istori e përgjithshme për mësonjëtoret të para (Основна история за начално отделение), Букурещ, 1886.
- Vjersha për mësonjëtoret të para (Поезия за начално отделение), Букурещ, 1886.
- Dituritë për mësonjëtoret të para (Основно познание на петте стълба), Букурещ, 1886.
- O alithis pothos ton Skypetaron (Истинсктоо желание на албанците), Букурещ, 1886.
- Luletë e Verësë (Цветя на лятото), Букурещ, 1890.
- Mësime (Уроци), Букурещ, 1894.
- Parajsa dhe fjala fluturake, (Рай и летящият свят) Букурещ, 1894.
- Gjithësia (Вселена), Букурещ, 1895.
- Fletore e bektashinjët, (Бележникът на Бекташи), Букурещ, 1895.
- O eros (Любов), Истанбул, 1895.
- Iliadh' e Omirit, (Илияда от Омир)), Букурещ, 1896.
- Hstori e Skënderbeut (История на Скендербег), Букурещ, 1898.
- Qerbelaja, (Кербала), Букурещ, 1898.
- Istori e Shqipërisë (История на Албания), София, 1899.
- Shqipëria (Албания), София, 1902.